# Gero Karthaus

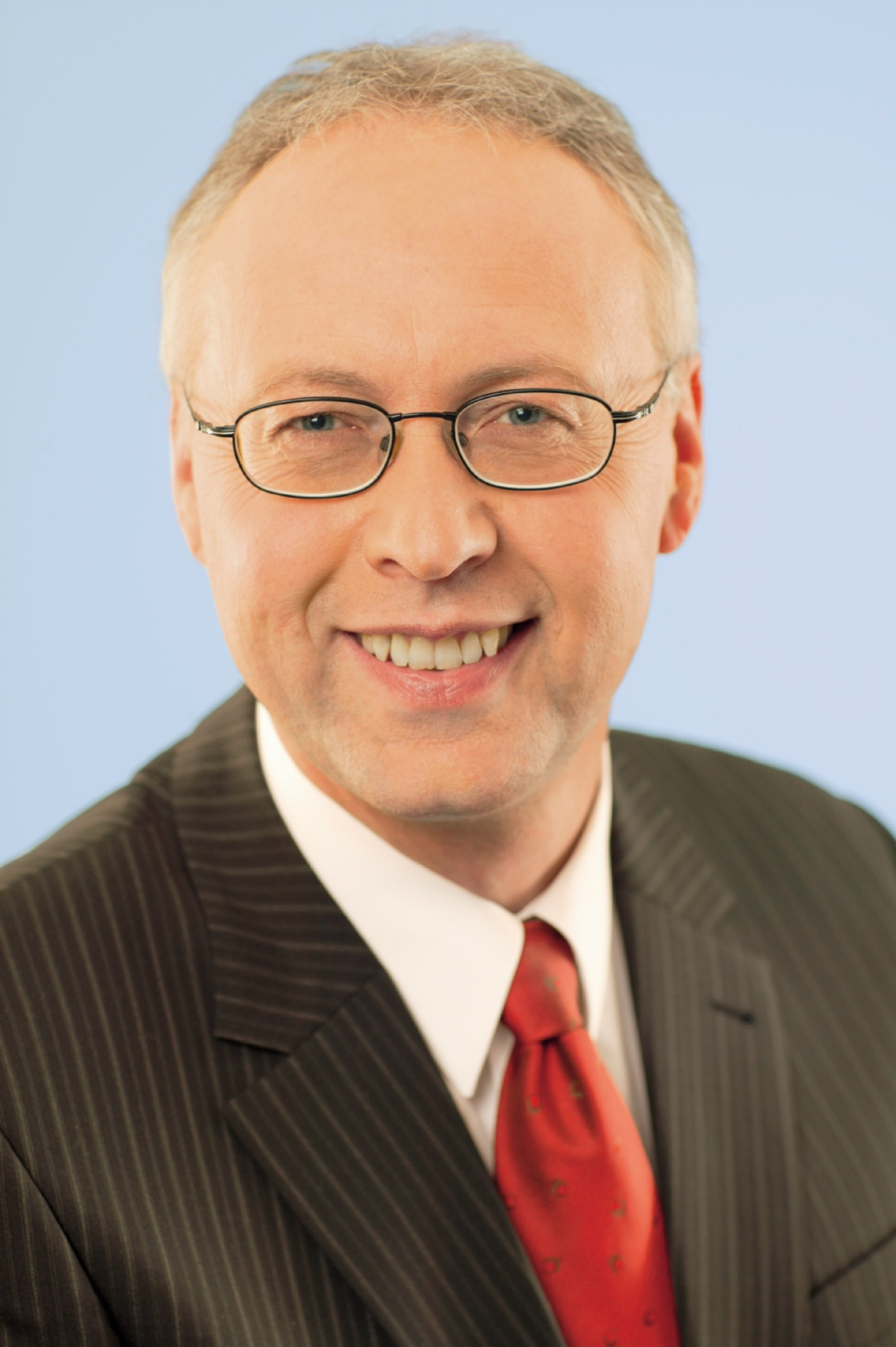
Gero Karthaus 2006

Gero Karthaus (* 29. Juli 1960 in Bergneustadt) ist ein deutscher Politiker (SPD), er war von 2007 bis 2009 Landtagsabgeordneter in Nordrhein-Westfalen und ist seitdem Bürgermeister der Gemeinde Engelskirchen. Er ist Biologe, Geograph und Autor und lebt in Ründeroth im Oberbergischen Kreis.

## Leben
Nach dem Abitur 1979 am Aggertalgymnasium in Engelskirchen und dem Wehrdienst studierte er von 1981 bis 1987 Biologie, Geographie und Pädagogik an der Universität Bonn. Gero Karthaus promovierte 1988 zum Dr. rer. nat. im Themenbereich Bioökologie. Seine Dissertation hat Bachufergehölze als Ornitopstrukturen in der urban geprägten Kulturlandschaft am Beispiel des Stadtgebietes von Bonn zum Thema.
1987 wurde er wissenschaftlicher Referent im Referat Umweltschutz/Landschaftspflege des Landschaftsverbandes Rheinland, dessen stellvertretender Leiter er von 1991 bis 1995 war. Im Jahr 1992 führte Gero Karthaus einen Lehrauftrag an der Mathematischen-Naturwissenschaftlichen Fakultät der Universität Bonn über Themen der Siedlungsökologie aus. Seit 1994 ist er als Landschaftsarchitekt Mitglied der Architektenkammer Nordrhein-Westfalen. 1995 wurde er mit der Aufgabe des stellvertretenden Leiters im Umweltamt des Landschaftsverbandes Rheinland betraut. Im Jahr 2000 wurde Gero Karthaus zum Landesverwaltungsdirektor ernannt. Nachdem er von 2007 bis 2009 Abgeordneter im Landtag Nordrhein-Westfalen war, fungiert er nun als Bürgermeister in Engelskirchen.
Gero Karthaus lebt in der oberbergischen Gemeinde Engelskirchen, in der Ortslage Ründeroth. Er ist verheiratet und hat zwei Kinder.

## Politik
Gero Karthaus trat im Jahr 1987 in die SPD ein. 1988 wurde er Mitglied im Umwelt-, Bau- und Planungsausschuss der Gemeinde Engelskirchen. Zusätzlich arbeitete er in der Ratsfraktion Engelskirchen sowie in der SPD-Fraktion der Landschaftsversammlung des Landschaftsverbandes Rheinland mit. Zwischen 1989 und 1995 war er Mitglied des Vorstandes der SPD Betriebsgruppe des LVR. Von 1990 bis 2009 war er Mitglied im Ausschuss für Umwelt, Landwirtschaft und Verbraucherfragen des Oberbergischen Kreises. 1992 wurde er Mitglied des Vorstandes der Oberbergischen SPD, dem er drei Jahre lang angehörte. Seit 2006 ist er stellvertretender Vorsitzender der Oberbergischen Sozialdemokraten. Dem Landesparteirat der nordrhein-westfälischen SPD gehört er seit 2007 an. 2005 wurde Gero Karthaus zum SPD-Landtagskandidaten im Wahlkreis Oberberg II nominiert. Am 3. April 2007 rückte er für den Abgeordneten Axel Horstmann in den nordrhein-westfälischen Landtag nach. In der SPD-Landtagsfraktion lagen seine Arbeitsschwerpunkte im Bereich Wissenschaft und Forschung, Kultur und der Umweltpolitik. Bei der Kommunalwahl 2009 kandidierte Karthaus für die SPD um das Amt des Bürgermeisters in seiner Heimatgemeinde Engelskirchen und wurde am 30. August 2009 mit 59,7 % der abgegebenen Stimmen gewählt. Kurz nach Antritt seines Bürgermeisteramtes musste er aus dem nordrhein-westfälischen Landtag ausscheiden. Dr. Gero Karthaus ist in verschiedenen Verwaltungsräten, Verbandsversammlungen, Beiräten und Kuratorien tätig.

## Ehrenämter
Von 1983 bis 2006 war Gero Karthaus Beauftragter der Landschaftswacht für den Oberbergischen Kreis. Zwischen 1987 und 1994 fungierte er als Synodalbeauftragter für Umwelt des Evangelischen Kirchenkreises An der Agger. 1987 verlieh ihm die Stadt Bonn den Umweltschutzpreis als Auszeichnung für die Erarbeitung von Grundlagen für einen Bachentwicklungsplan. Seit 1987 beteiligte Gero Karthaus sich maßgeblich an der Gründung und dem Aufbau des Naturschutzbundes Oberberg (OBN/NABU), dessen stellvertretender Vorsitzender er bis 2005 war. Gero Karthaus war Mitglied in verschiedenen Landschaftsbeiräten, so von 1985 bis 2005 im Landschaftsbeirat des Oberbergischen Kreises, von 1987 bis 2002 im Landschaftsbeirat der Bezirksregierung Köln und von 1996 bis 2002 im Landschaftsbeirat des Ministeriums für Umwelt, Naturschutz, Landwirtschaft und Verbraucherschutz Nordrhein-Westfalen. Seit 1990 ist er Mitglied der Bewertungskommission „Unser Dorf soll schöner werden/Unser Dorf hat Zukunft“ im Oberbergischen Kreis, wo er seit 2005 den stellvertretenden Vorsitz innehat. Gero Karthaus ist auch Mitglied der Auswahlkommission für das Steeger-Stipendium im Rheinland.

## Veröffentlichungen
- Oberbergische Lebensräume – Die Pflanzen- und Tierwelt der wertvollsten Biotope im Oberbergischen Kreis (1988)
- Natur vor der Haustür – Leben mit Landschaft, Pflanzen und Tieren in oberbergischen Dörfern früher und heute (1993)
- Perlen der Landschaft – Streifzüge durch oberbergische Naturschutzgebiete (1994)
- Grüße von anno dazumal (mit Hartmut Neuhoff) Engelskirchen, Ründeroth und Umgebung auf alten Ansichtskarten (2001)
- Ein starkes Stück Heimat – Oberbergische Dörfer (2008)